# Colantes (mitología)

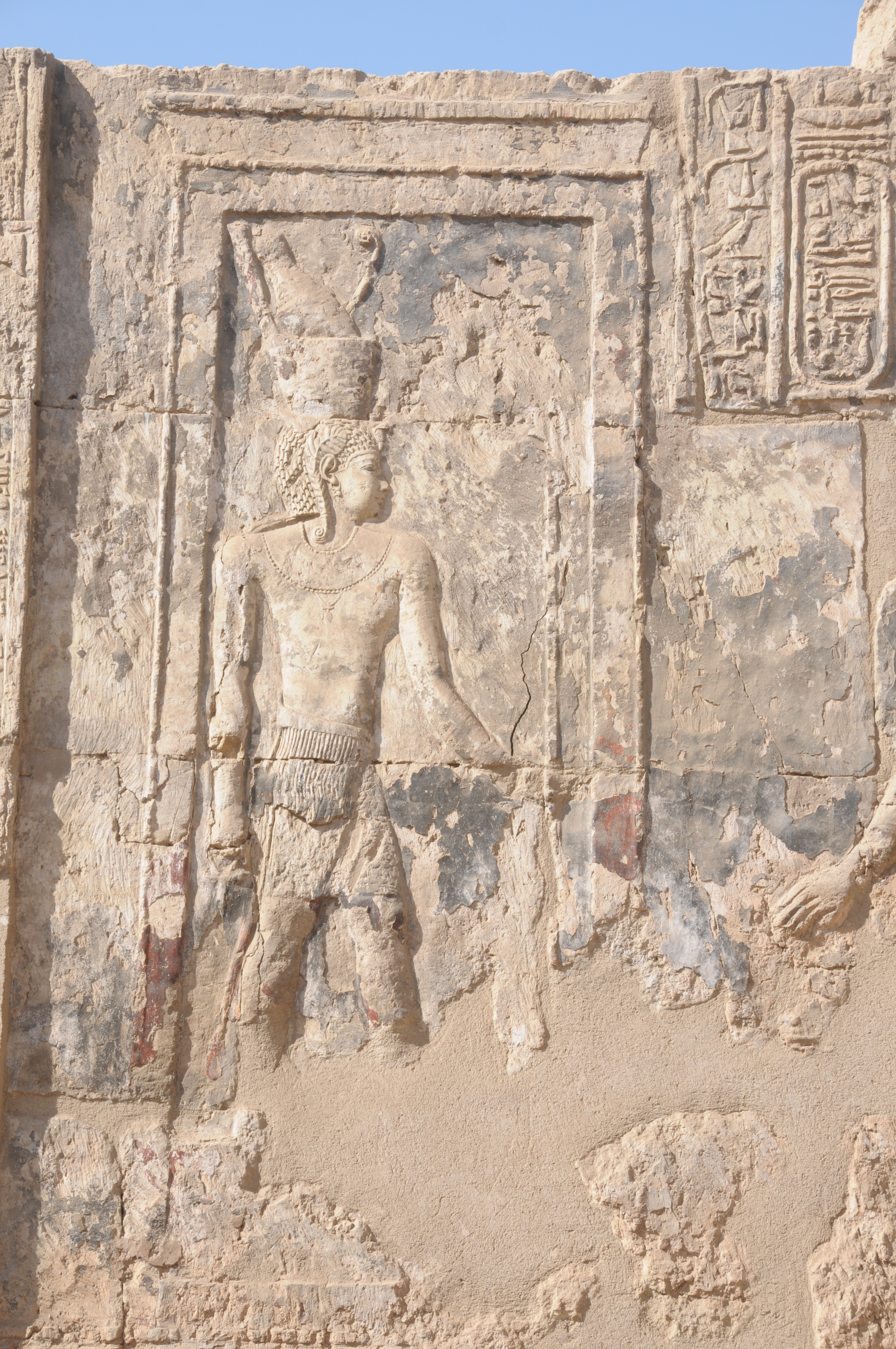
Relieve de Colantes con coleta lateral, anj y collar menat en el templo de Atribis.

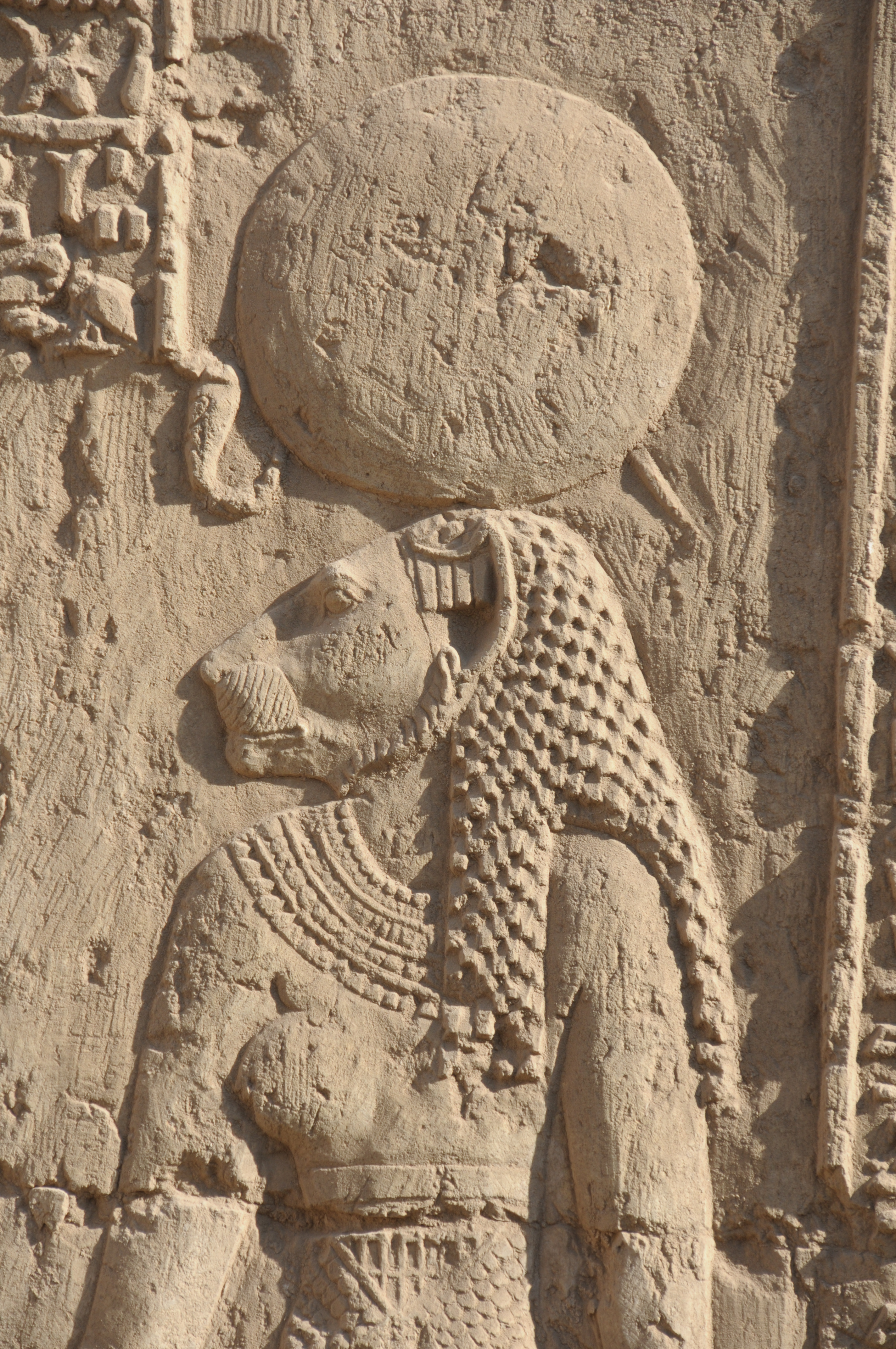
Relieve de Repit, madre de Colantes en el templo de Atribis.

Colantes o Kolantes (koiné: Κολάνθης; demótico: klnd; egipcio antiguo: 𓈎𓄓𓍑𓄿𓏤𓀔, QrnDA-pA-Xrd) es una deidad infantil del período tardío de la antigua religión egipcia. Tiene el título de "El que vino del Ojo de Horus". Está documentado desde el siglo II a. C. en el círculo de los dioses de Ajmim (koiné: Panópolis), en el nomo IX del Alto Egipto.

## Familia divina
En el curso de las tríadas de dioses en la constelación de padre-madre-hijo, que se formaron especialmente en el período tardío, grecorromano, Colantes representaba al hijo de la familia de dioses adorada en la región de Ajmim. El dios Min, o Min-Ra, actuaba en el papel de padre. Su madre era la diosa Aperetiset (Aperet-Isis) en el templo de Ajmim o la diosa leona Repit (Trifis en griego) en el templo de Atribis. En el templo de Ajmim, Colantes también podía equipararse al dios niño más importante, Horus que, podía describirse generalmente como el "Hijo de Osiris e Isis", los padres divinos por excelencia. También llevaba el título de "El Niño".

## Lugares de culto
Los lugares de culto de Colantes se encuentran al norte y al sur de Ajmim. En las canteras de Yebel el-Haridi y Ptolemaida Hermia (árabe: Menschijeh) existen inscripciones rupestres demóticas que mencionan a Colantes. Otras fuentes incluyen una estela inscrita con jeroglíficos de la época del emperador romano Adriano, las inscripciones recientemente descubiertas del templo de Atribis (mediante el Proyecto Athribis) e inscripciones griegas.

## Nombres
La ortografía jeroglífica y demótica del nombre 'Colantes' es muy inconsistente. Se puede suponer que el dios no es de origen egipcio. En las inscripciones griegas el nombre se escribe Κολάνθης, Κολάνθας o Κολάνθος. La notación demótica se puede reproducir con QrnDA (según el Manuel de Codage).
En las inscripciones del Templo de Atribis existen diferentes grafías jeroglíficas en las diferentes escenas.

### Ortografías completas
Escena C 2, 31 2b:
| q | F20 · U28 | A | Z1 | A17 |

Escenas C 1, 702; C 1, 743; C 3, 152; C 3, 172:
| q | F20 · U28 | A17 |

Escenas C 3, 162; C 5, 572; C 5, 672:
| q | F20 · D10 | A17 |

### Ortografía abreviada
Escenas C 1, 411; C 1, 511; C 5, 52
| A17 |

### Ortografía abreviada como "Colantes, el Niño" (pa-jered)
Escena E 2, 47:
|             |     |   |
| \| \| \| \| |     |   |
|             |     |   |
| A17         | A17 | p |

| A17 | A17 | p |

|             |     |   |
| \| \| \| \| |     |   |
|             |     |   |
| A17         | A17 | p |

| A17 | A17 | p |